# 民芸品
民芸（みんげい）又は民芸品（みんげいひん）は、民衆生活の中から生まれ、日常的に使われる地域独特の手工芸品のこと。「民芸」は、元は「民衆的工芸」の略で、1925年に柳宗悦、陶芸家の河井寬次郎、濱田庄司の3人によって提唱された造語である。

## 本来の意味を離れている例
- 観光地で売られている大量生産の土産物が、民芸品と呼ばれ売られていることがある。
- 個人作家の作品でも、民芸品と称するものがある。